# Carl Svae
Carl Otto Svae (ur. 4 kwietnia 1918 w Oslo, zm. 30 czerwca 1977 tamże) – norweski żeglarz, dwukrotny olimpijczyk.
Na regatach rozegranych podczas Letnich Igrzysk Olimpijskich 1956 wystąpił w klasie Dragon zajmując 7. pozycję. Załogę jachtu Pan II tworzyli również Thor Thorvaldsen i Bjørn Oscar Gulbrandsen.
Cztery lata później także w klasie Dragon zajął zaś 4. lokatę. Załogę jachtu Lett uzupełniali wówczas Øivind Christensen i Arild Amundsen.